# Telepatija
Telepatija je parapsihološki pojav, pri katerem gre za nebesedno komunikacijo oziroma prenos misli.
Začetki raziskovanja telepatskih pojavov segajo v leto 1882, ko je bilo v Angliji ustanovljeno Društvo za parapsihologijo oz. The society for psychical research, ki je obsegalo raziskovanje medsebojnih vplivov duševnosti brez doslej poznanih percepcijskih načinov .
Na Univerzi Duke v Severni Karolini je deloval William McDougall in raziskoval teme, kot so jasnovidnost, psihokineza, telekineza, levitacija itd. Laboratorij se je kasneje odcepil od univerze in postal samostojen inštitut (Foundation for research of the nature of man). Najpogosteje so uporabljali metodo z Zenerjevimi kartami.
Na napake in primerno pripravo poskusov je opozarjal Joseph Banks Rhine.